# Harry Mathews
Ne doit pas être confondu avec Harry C. Mathews.
Harry Mathews est un écrivain américain, né le 14 février 1930 à New York et mort le 25 janvier 2017 à Key West.

## Biographie
Harry Mathews est issu d'une famille de la bourgeoisie new-yorkaise. Il étudie à Princeton puis à Harvard, où il est diplômé de musicologie en 1952,.
En 1956, ses premiers poèmes sont publiés dans des revues américaines. Deux ans plus tard, fortement influencé par la lecture de Raymond Roussel,, il commence son premier roman, Conversions, qui sera publié aux États-Unis en 1962.
En 1970, il rencontre Georges Perec qui traduira deux de ses romans[Lesquels ?]. Il est invité d'honneur de l'Oulipo en 1971, et y sera coopté par Perec en 1973.

### Vie privée
Harry Mathews épouse Niki de Saint Phalle alors qu'ils sont très jeunes ; ils ont deux enfants avant de divorcer. Il est ensuite l'époux de Marie Chaix, qui est par ailleurs sa traductrice.
Il meurt à Key West le 25 janvier 2017 à l'âge de 86 ans.

## Œuvres

### Romans
- The Conversions (1962) Publié en français sous le titre Conversions, traduit par Claude Portail et Denis Roche, avec la collaboration de l'auteur, Paris, Gallimard, coll. « Du monde entier », 1970 ; réédition revue par l'auteur, Paris, Gallimard coll. « L'Imaginaire » no 220, 1998  (ISBN 2-07-071747-X)
- Tlooth (1966) Publié en français sous le titre Les Verts Champs de moutarde de l'Afghanistan, traduit par Georges Perec, avec la collaboration de l'auteur, Paris, Hachette, coll. « P.O.L », 1981  (ISBN 2-01-006239-6)
- The Sinking of the Odradek Stadium (1975) Publié en français sous le titre Le Naufrage du stade Odradek, traduit par Georges Perec, avec la collaboration de l'auteur, Paris, Denoël, coll. « Les Lettres nouvelles », 1975
- La cantatrice sauve (1981)
- Plaisirs singuliers, roman traduit par Marie Chaix à partir du manuscrit anglais, Paris, P.O.L (1983)  (ISBN 2-86744-002-5)
- Cigarettes (1987) Publié en français sous le titre Cigarettes, traduit par Marie Chaix, Paris, P.O.L, 1988  (ISBN 2-86744-129-3) ; réédition, Paris, J'ai lu, coll. « J'ai lu. Roman » no 2708, 1989  (ISBN 978-2-917217-11-5)
- The Journalist (1994) Publié en français sous le titre Le Journaliste, traduit par Martin Winkler avec la collaboration de l'auteur, Paris, P.O.L, 1996  (ISBN 2-86744-518-3)
- Sainte Catherine (2000)
- The Solitary Twin, roman posthume

### Recueils de nouvelles
- Selected Declarations of Dependence (1977), recueil de poèmes et nouvelles
- Country Cooking and Other Stories (1980) Publié en français sous le titre  Cuisine de pays : provenance centre de la France : épaule d'agneau désossée, roulée et farcie, dite farce double, traduit par Martin Winckler, Marie Chaix et Jean-Noël Vuarnet, Bassac, Plein Chant, coll. « Bibliothèque oulipienne », 1990  (ISBN 2-85452-085-8) ; réédition, Paris, P.O.L, 1991  (ISBN 2-86744-213-3)
- The Way Home: Collected Longer Prose (1988), en collaboration avec Trevor Winkfield
- The Human Country: New and Collected Stories (2002)

### Poésie
En anglais
- The Ring: Poems 1956-69 (1970)
- The Planisphere (1974)
- Trial Impressions (1977)
- Armenian Papers: Poems 1954-1984 (1987)
- Out of Bounds (1989)
- A Mid-Season Sky: Poems 1954-1991 (1992)
- À l'œil (1994) en dépit du titre français, ces poèmes sont en anglais
- Epithalamium for Judith Kazantzis and Irving Weinman (1998), illustré par des collages de Marie Chaix
- The New Tourism (2010)

En français
- Le Savoir des rois : poèmes à perverbes (1976), Bibliothèque oulipienne, no 5[7]

### Livres d'artiste
- Journey to Six Lands - Voyages vers le Caucase, textes de Harry Mathews avec 9 lithographies en couleurs de Hugh Weiss, Villeurbanne, éditions Urdla (2000)[8]
- Days Shifts, poèmes de Harry Mathews accompagnés de 26 dessins de Jean-Marc Scanreigh, Bruxelles, éditions de la Mule de Cristal (2004)

### Autres publications
- Ellis Island Revisited: Tales of Vagrancy and Hope (1995)
- La Verger (1986), mémoires et souvenirs sur Georges Perec
- 20 Lines a Day (1988), journal Publié en français sous le titre 20 lignes par jour, traduit par l'auteur, Paris, P.O.L, 1994  (ISBN 2-86744-401-2)
- Écrits français (1990)
- Immeasurable Distances: The Collected Essays (1991)
- Une soirée oulipienne (1992)
- Giandomenico Tiepolo (1993), essai sur le peintre et graveur italien Giandomenico Tiepolo Publié en français sous le titre Giandomenico Tiepolo, traduit par Martin Winkler, Charenton, Flohic, coll. « Musées secrets » no 15, 1993  (ISBN 2-908-958-65-1)
- Un chronogramme pour 1997 (1997)
- Variations (1997), en collaboration avec Georges Perec et Oskar Pastior
- Alphabet gourmand (1998), ouvrage de littérature d'enfance et de jeunesse écrit en collaboration avec Stefano Baroni, Paul Fournel et Boris Tissot
- Le Voyage des verres (2001)
- The Case of the Persevering Maltese (2003), recueil d'essais et d'articles parus dans divers journaux et revues Publié en français sous le titre Le cas du Maltais persévérant, traduit par l'auteur, Laurence Kiéfé et Marie Chaix, Paris, P.O.L, 2013  (ISBN 978-2-8180-1803-3)
- My Life in CIA: A Chronicle of 1973 (2005) Publié en français sous le titre Ma vie dans la CIA : une chronique de l'année 1973, traduit par l'auteur, Paris, P.O.L, 2005  (ISBN 2-84682-068-6) ; réédition, Paris, Gallimard, coll. « Folio » no 4579, 2007  (ISBN 978-2-07-032136-0)
- Harry Mathews : conversation avec Hans Ulrich Obrist, traduit par Ian Monk, Paris, Manuella, coll. « Une conversation » no 2, 2011  (ISBN 978-2-917217-11-5)